# Wellenstein
Wellenstein är en liten stad i sydöstra Luxemburg. Det var en av Luxemburgs kommuner fram till 2011 då den blev infogad i kommunen Schengen.  Den ligger i kantonen Canton de Remich och distriktet Grevenmacher, i den sydöstra delen av landet, 18 kilometer sydost om huvudstaden Luxemburg.
Trakten runt Wellenstein består till största delen av jordbruksmark. Runt Wellenstein är det ganska tätbefolkat, med 214 invånare per kvadratkilometer.